# Augustus Island (Nunavut)
Augustus Island – niezamieszkana wyspa w Zatoce Frobishera, w Archipelagu Arktycznym, w regionie Qikiqtaaluk, na terytorium Nunavut, w Kanadzie. W pobliżu Augustus Island położone są wyspy: Algerine Island, Frobisher's Farthest, McBride Island i Pichit Island.